# Frank Wolff
Frank Wolff (født 11. maj 1928 i San Francisco, Californien, USA - død 12. december 1971 i Rom, Italien) var en amerikansk skuespiller. Han var sikkert bedst som kendt som Brett McBain i storfilmen Vestens hårde halse fra (1968).
Frank Wolff begik selvmord ved at skære halsen over på badeværelset på et hotelværelse i Rom. Han havde længe lidt af en dyb depression og levede adskilt fra sin kone Alice Campbell. Ifølge en hypotese ville Wolff have skadet sig selv for første gang med et barberblad. Efter at have tabt bladet fra sin hånd, ville skuespilleren have taget en anden, hvormed han ville have skåret halspulsåren over. Denne anden skade forårsagede en cerebral anæmi, der førte til hans død på kort tid.
Hans lig blev fundet af en 24-årig østrigsk ven samme dag, og politiet sagde, at han havde skåret halsen over. Det blev spekuleret i, at den ulykkelige kærlighed til den unge kvinde kunne have bidraget til Wolffs fatale handling, der allerede led af et nervøst sammenbrud i nogen tid, efter at hans kone havde forladt ham for en anden mand.
Hans sidste to film, Milan Caliber 9 og When Women Lost Their Tails fik premiere posthumt i 1972. Han stemme i den engelsksprogede version af Milan Caliber 9 indtalte Michael Forest.